# Certificado de Aforro
O Certificado de Aforro é um título de dívida pública emitido pelo Estado Português, unicamente para pessoas singulares. O valor nominal de cada certificado de aforro é de 1 euro e o limite mínimo de subscrição é de 10 unidades, sendo que cada pessoa só pode deter 250.000 unidades, no máximo. 
Podem ser subscritos no IGCP (Instituto de Gestão do Crédito Público), no serviço AforroNet e nos CTT.

## História
Os primeiros certificados de aforro foram criados pelo decreto-lei 43454, de 30 de Dezembro de 1960. Cada unidade valia 0,34916 euros. Chamavam-se Série A. Ainda existem vários certificados desta série não resgatados.
A 30 de Junho de 1986, foi criada a Série B, pelo decreto-lei 172-B/86. Esta foi, até agora, a série mais rentável de todas. Esta série divide-se em duas sub-séries, que não são reconhecidas oficialmente: a Velha Série B, os certificados mais antigos e rentáveis, e a Nova Série B, que são menos rentáveis do que os da Série C e para quem subscreveu pouco antes da mudança de série. Esta série já não pode ser subscrita desde 23 de Janeiro de 2008, quando foi publicada a portaria 73-A/2008.
A actual série disponível para subscrição é a Série C. Esta série suscitou grande controvérsia por parte dos aforradores, pois só no 10.º ano (último) da subscrição os aforradores poderão tirar os benefícios esperados. Após estas alterações, houve uma fuga em massa destes títulos, o que obrigou o governo, em 2012 a publicar a Portaria n.º 268-D/2012, em que suspendeu os prémios de permanência em vigor, até 2016 e substituiu-o por um prémio de 2,75%, não podendo a taxa ultrapassar os 5%. Estes títulos voltaram a atrair a confiança dos aforradores.